# Qualificazioni al campionato europeo maschile di calcio 2024 - Gruppo J
Il gruppo J delle qualificazioni al campionato europeo di calcio 2024 è composto da sei squadre: Portogallo, Bosnia ed Erzegovina, Islanda, Lussemburgo, Slovacchia e Liechtenstein. La composizione dei gruppi di qualificazione è stata sorteggiata il 9 ottobre 2022.

## Classifica
| Squadra              | Pt | G  | V  | N | P  | GF | GS | DR  |
| -------------------- | -- | -- | -- | - | -- | -- | -- | --- |
| Portogallo           | 30 | 10 | 10 | 0 | 0  | 36 | 2  | +34 |
| Slovacchia           | 22 | 10 | 7  | 1 | 2  | 17 | 8  | +9  |
| Lussemburgo          | 17 | 10 | 5  | 2 | 3  | 13 | 19 | -6  |
| Islanda              | 10 | 10 | 3  | 1 | 6  | 17 | 16 | +1  |
| Bosnia ed Erzegovina | 9  | 10 | 3  | 0 | 7  | 9  | 20 | -11 |
| Liechtenstein        | 0  | 10 | 0  | 0 | 10 | 1  | 28 | -27 |

## Risultati

### Prima giornata
| Arbitro: | Donatas Rumšas |

|                           |           |  |
| Krunić 14’, 40’ Dedić 63’ | Marcatori |  |

| Arbitro: | Espen Eskås |

|                                                 |           |  |
| Cancelo 8’ B. Silva 47’ Ronaldo 51’ (rig.), 63’ | Marcatori |  |

| Trnava 23 marzo 2023, ore 20:45 CET | Slovacchia     | 0 – 0 referto | Lussemburgo | Stadio Anton Malatinský (3 523 spett.)\| Arbitro: \| Rade Obrenovič \| |
| Arbitro:                            | Rade Obrenovič |               |             |                                                                        |

### Seconda giornata
| Arbitro: | Jakob Kehlet |

|  |           |                                                                                             |
|  | Marcatori | 3’ Ólafsson 38’ Haraldsson 48’, 68’, 73’ (rig.) A. Gunnarsson 85’ Guðjohnsen 87’ Ellertsson |

| Arbitro: | Radu Petrescu |

|  |           |                                                                 |
|  | Marcatori | 9’, 31’ Ronaldo 15’ João Félix 18’ B. Silva 77’ Otávio 88’ Leão |

| Arbitro: | Marco Di Bello |

|                      |           |  |
| Mak 13’ Haraslín 40’ | Marcatori |  |

### Terza giornata
| Arbitro: | Oleksii Derevinskyi |

|                             |           |  |
| Sinani 59’ G. Rodrigues 89’ | Marcatori |  |

| Arbitro: | Don Robertson |

|                        |           |                      |
| Finnbogason 41’ (rig.) | Marcatori | 27’ Kucka 69’ Suslov |

| Arbitro: | Davide Massa |

|                                   |           |  |
| B. Silva 44’ Fernandes 77’, 90+3’ | Marcatori |  |

### Quarta giornata
| Arbitro: | Gal Leibovitz |

|  |           |                              |
|  | Marcatori | 4’ Borges Sanches 74’ Sinani |

| Arbitro: | Daniel Siebert |

|  |           |             |
|  | Marcatori | 89’ Ronaldo |

| Arbitro: | Yigal Frid |

|  |           |             |
|  | Marcatori | 45+1’ Vavro |

### Quinta giornata
| Arbitro: | Sayat Karabayev |

|                               |           |               |
| Džeko 3’ Lüchinger 18’ (aut.) | Marcatori | 21’ Wolfinger |

| Arbitro: | Goga Kikacheishvili |

|                                                |           |                |
| Chanot 9’ (rig.) Borges Sanches 70’ Sinani 89’ | Marcatori | 88’ Haraldsson |

| Arbitro: | Glenn Nyberg |

|  |           |               |
|  | Marcatori | 43’ Fernandes |

### Sesta giornata
| Arbitro: | Lawrence Visser |

|                   |           |  |
| Finnbogason 90+1’ | Marcatori |  |

| Arbitro: | John Brooks |

|                                                                                       |           |  |
| Inácio 12’, 45+3’ Ramos 18’, 34’ Jota 58’, 78’ Horta 67’ Fernandes 83’ João Félix 88’ | Marcatori |  |

| Arbitro: | Sander van der Eijk |

|                          |           |  |
| Hancko 1’ Duda 3’ Mak 6’ | Marcatori |  |

### Settima giornata
| Arbitro: | Sebastian Gishamer |

|               |           |                  |
| Óskarsson 23’ | Marcatori | 46’ G. Rodrigues |

| Arbitro: | Damian Sylwestrzak |

|  |           |                               |
|  | Marcatori | 13’ Rahmanović 41’ Stevanović |

| Arbitro: | Anastasios Sidīropoulos |

|                                   |           |                        |
| Ramos 18’ Ronaldo 29’ (rig.), 72’ | Marcatori | 69’ Hancko 80’ Lobotka |

### Ottava giornata
| Arbitro: | Halil Umut Meler |

|  |           |                                                                 |
|  | Marcatori | 5’ (rig.), 20’ Ronaldo 25’ Fernandes 32’ Cancelo 41’ João Félix |

| Arbitro: | Abdulkadir Bitigen |

|                                                              |           |  |
| G. Sigurðsson 22’ (rig.), 49’ Finnbogason 44’ Haraldsson 63’ | Marcatori |  |

| Arbitro: | José María Sánchez Martínez |

|  |           |           |
|  | Marcatori | 77’ Ďuriš |

### Nona giornata
| Arbitro: | Mohammed Al-Hakim |

|  |           |                         |
|  | Marcatori | 46’ Ronaldo 57’ Cancelo |

| Arbitro: | Andris Treimanis |

|                                                             |           |                |
| Olesen 6’ G. Rodrigues 30’ (rig.), 90+5’ Mujakić 55’ (aut.) | Marcatori | 90+3’ Gojković |

| Arbitro: | Craig Pawson |

|                                             |           |                              |
| Kucka 30’ Duda 36’ (rig.) Haraslín 47’, 55’ | Marcatori | 17’ Óskarsson 74’ Guðjohnsen |

### Decima giornata
| Arbitro: | Julian Weinberger |

|                      |           |                       |
| Hrošovský 49’ (aut.) | Marcatori | 52’ Boženík 71’ Šatka |

| Arbitro: | Stéphanie Frappart |

|  |           |                  |
|  | Marcatori | 69’ G. Rodrigues |

| Arbitro: | Anastasios Papapetrou |

|                         |           |  |
| Fernandes 37’ Horta 66’ | Marcatori |  |

## Classifica marcatori
10 reti
- Cristiano Ronaldo (3 rigori)

6 reti
- Bruno Fernandes

5 reti
- Gerson Rodrigues (1 rigore)

3 reti
- Hákon Arnar Haraldsson
- Alfreð Finnbogason (1 rigore)
- Aron Gunnarsson (1 rigore)

- Danel Sinani
- João Cancelo
- João Félix

- Gonçalo Ramos
- Bernardo Silva
- Lukáš Haraslín

2 reti
- Rade Krunić
- Andri Guðjohnsen
- Orri Óskarsson
- Gylfi Sigurðsson

- Yvandro Borges Sanches
- Ricardo Horta
- Gonçalo Inácio
- Diogo Jota

- Ondrej Duda (1 rigore)
- Dávid Hancko
- Juraj Kucka
- Róbert Mak

1 rete
- Amar Dedić
- Edin Džeko
- Renato Gojković
- Amar Rahmanović
- Miroslav Stevanović
- Mikael Egill Ellertsson

- Davíð Kristján Ólafsson
- Sandro Wolfinger
- Maxime Chanot (1 rigore)
- Mathias Olesen
- Rafael Leão
- Otávio

- Róbert Boženík
- Dávid Ďuriš
- Stanislav Lobotka
- Ľubomír Šatka
- Tomáš Suslov
- Denis Vavro

Autoreti
- Nihad Mujakić (1, pro  Lussemburgo)

- Simon Lüchinger (1, pro  Bosnia ed Erzegovina)

- Patrik Hrošovský (1, pro  Bosnia ed Erzegovina)